# Артополот (приток Сулы)
Артополот (укр. Артополот) — левый приток реки Сулы, протекающий по Роменскому (Сумская область) и Миргородскому (Полтавская область) районам Украины.

## География
Длина — 38 км. Площадь водосборного бассейна — 408 км². Русло реки в верхнем течении (пруд у села Тарасовки) — 129,1 м над у.м.
Долина корытообразная. Русло слаборазвитое.
Река течёт с северо-востока на юго-запад: сначала по Роменскому, затем — Миргородскому району. Река берет начало на северной окраине села Анастасьевки (Роменский район). Впадает в реку Сулу юго-восточнее села Пески (Миргородский район).
На реке есть несколько прудов. В пойме приустьевого участка реки расположены заболоченные участки с тростниковой и луговой растительностью. Приустьевая часть реки находится в составе гидрологического заказника местного значения Артополот, площадью 507,4 га.
Крупных притоков нет.

## Населённые пункты
Населённые пункты на реке от истока к устью:
- Роменский район: Анастасьевка, Тарасовка, Андреевка.
- Миргородский район: Старый Хутор, Степовое, Токари, город Заводское, Пески, Погарщина.